# كوستيانتين بارخومينكو
كوستيانتين بارخومينكو (بالأوكرانية: Пархоменко Костянтин Андрійович)‏ هو لاعب كرة قدم أوكراني في مركز الوسط، ولد في 25 مايو 1991 في أوديسا في أوكرانيا. لعب مع نادي أوليكساندريا.

## وصلات خارجية
- كوستيانتين بارخومينكو على موقع اتحاد أوكرانيا (الإنجليزية)
- كوستيانتين بارخومينكو على موقع قاعدة بيانات كرة القدم.إي يو (الإنجليزية)
- كوستيانتين بارخومينكو على موقع Soccerway.com (الإنجليزية)